# Portulaca tingoensis
Portulaca tingoensis är en portlakväxtart som beskrevs av Macbride. Portulaca tingoensis ingår i släktet portlaker, och familjen portlakväxter. Utöver nominatformen finns också underarten P. t. andina.